# TMMR
TMMR→전술 다밴드 다목적 무전기, "차세대 다기능 무전기"는 LIG넥스원에서 개발한 대한민국 육군의 디지털 무전기로, 같은 LIG넥스원에서 개발한 PRC-999K의 후속기이다.
소프트웨어 정의 라디오인 개발사인 LIG넥스원은 TMMR이 미국의 통합전술무선시스템(JTRS)보다 높은 가격 경쟁력과 성능을 바탕으로 해외 수출 가능성도 높을 것이라고 기대를 나타냈다.

## 같이 보기
- AN/PRC-25, 한국 전쟁, 진공관 아날로그 FM VHF 무전기
- AN/PRC-77, 베트남 전쟁, 트랜지스터 아날로그 FM VHF 무전기
- PRC-999K, CDMA 아날로그 FM VHF 무전기